# Mines de sel de Bochnia
Les mines de sel de Bochnia (en polonais : kopalnia soli Bochnia) sont des mines de sel situées à Bochnia (Petite-Pologne). Fondées en 1248, elles comptent parmi les plus anciennes mines de sel au monde. Depuis 2013, elles sont inscrites au patrimoine mondial de l'UNESCO.